# Parastrangalis lesnei
Parastrangalis lesnei är en skalbaggsart som först beskrevs av Maurice Pic 1901.  Parastrangalis lesnei ingår i släktet Parastrangalis och familjen långhorningar. Inga underarter finns listade i Catalogue of Life.